# Nijlân (Leeuwarden)
Nijlân is een buurt in de stad Leeuwarden in de Nederlandse provincie Friesland. Het aantal inwoners van de wijk Nijlân bedraagt ongeveer 3785 (2018), waarvan ongeveer 25% ouder is dan 65 jaar.
De wijk ligt in het zuiden van Leeuwarden en wordt begrensd door de Julianalaan, de Overijsselselaan, het Van Harinxmakanaal en de spoorlijn Leeuwarden – Zwolle. De wijk Nijlân is ontwikkeld in de jaren 60 van de 20e eeuw en is ruim opgezet met veel openbaar groen. Met name de platte daken zijn kenmerkend voor Nijlân. Een groot aantal huizen in de wijk bestaat uit flatwoningen. Stadsbuslijnen 4 en 615 verbinden Nijlân met het treinstation.
Nijlân is Fries voor "Nieuw Land". De wijk naast Nijlân heet Aldlân ("Oud Land"). Deze benaming heeft nog te maken met de Middelzee, waarbij het 'Aldlân' het oude land is en 'Nijlân' het na de afsluiting van de Middelzee ontstane land is.
De belangrijkste wegen die door de wijk lopen zijn de Nijlânsdyk en Uiterdijksterweg. De Nijlânsdyk is de eerste nieuwe officiële Friese straatnaam in Leeuwarden. Het verwijst naar een weg die hier vroeger gelopen heeft. Bij het kiezen van de straatnamen begin jaren 60 van de twintigste eeuw zou deze weg de Nederlandse naam 'Nieuwlandslaan' gaan dragen. Bij de definitieve straatnaamkeuze is gekozen om de oude Friese benaming te behouden. De overige straten zijn onder andere vernoemd naar eilanden van de (voormalige) Nederlandse Antillen, districten van Suriname, leden van het Koningshuis en namen die met de voormalige Middelzee te maken hebben.